# بيري موليل

ملصق الأسد الماوي

بيري موليل (بالفرنسية: Pierre Mulele) أو بيير موليلي يلقب بالأسد الماوي أو أسد أفريقيا الماوي بحسب المركز الإعلامي الثوري في الشرق الأوسط وشمال أفريقيا من قادة الثوار الكونغوليين الذي كان لفترة وجيزة وزير التربية في حكومة باتريس لومومبا مع اغتيال لومومبا في يناير كانون الثاني عام 1961 واعتقال له معترف بها نائب أنطوان جيزنغا سنة واحدة في وقت لاحق، أصبح موليلي واحدة من أكبر أنصار فكر لومومبا وعقد العزم على مواصلة النضال ضد الاستعمار البلجيكي للكونغو. ذهب إلى القاهرة، مصر بصفته ممثلا للجنة الثورية 'لجنة التحرير الوطني في الكونغو ومقرها في برازافيل ثم انتقل إلى الصين في عام 1963 لتلقي التدريب العسكري، واصطحب معه مجموعة من الشباب الكونغولي، الذين تلقوا تدريبا في تكتيكات حرب العصابات والحرب الشعبية.

## ثورة السيمبا الماوية
في يناير كانون الثاني عام 1964، اندلع حركة مسلحة في تمرد ثوري حمل اسم سيمبا وتعني الأسد باللغة السواحلية بقيادة موليل وغاستون ساموليت وكريستوف جيبيني، أصبح فصيل سيمبا الثوري بقيادة موليل ورفاقه الذين تدربوا على تقنيات الحرب الشعبية في الصين أساساً لحركة اعلنت أنها فصيل ماوي في منطقة كويلو وأصبحت هذه الحركة معروفة باسم تمرد كويلو الذين أعلن توجهه العلني بالفكر الماوي وكانت الصين الشيوعية تدعم هذا التمرد، في نهاية عام 1964 كان التمرد في خطورة أقل على الحكومة الكونغولية لكنها كانت ذات تأثير فاعل على النظام الكونغولي وشكلت تهديداً خطيراً.
الاتحاد السوفييتي توقف عن دعم التمرد الشيوعي بسبب ولائه الواضح للفكر الماركسي اللينيني الماوي ولانتهاج القيادة السوفيتية النهج الإصلاحي الخورتشوفي.
شكلت القوات المتمردة حكومة بديلة واستعدت للقضاء على السلطة الكونغولية الموالية للاستعمار البلجيكي والولايات المتحدة فقامت بحملة عسكرية مضادة يقودها مرتزقة محليين وقوات مظليين بلجيكيين وقوات أمريكية استطاعت القضاء على الحركة المتمردة

## الغدر بموليل والتنكيل به
في عام 1968، قام الرئيس جوزيف ديزيريه موبوتو (في وقت لاحق موبوتو سيسي سيكو) بالطلب من موليل أن يعود من المنفى بوعده بالعفو عنه. عاد موليل إلى الكونغو كينشاسا، معتقداً انه سيتم منح العفو عنه. بدلا من ذلك، اختطفته القوات الحكومية وقامت بالغدر به وتعذيبه بطريقة بشعة مقززة وبالعلن تم إعدامه بطريقة وحشية سحبوا عينيه من محجرها وانتزعوا أعضائه التناسلية وبتروا أطرافه واحداً تلو الآخر وهو على قيد الحياة وألقوا ما تبقى من جسده المحتضر في نهر الكونغو

## مدونة قواعد السلوك والتطبيقات الماوية
عندما اندلعت ثورة كويلو في عام 1964، وقاد التمرد من قبل موليل بطريقة التكتيك الثوري الشيوعي الصيني خلال الحرب الأهلية الصينية. طلب موليل من مقاتليه الألتزام بقواعد أخلاقية صارمة للغاية، مشددا على الانضباط الذاتي واحترام المدنيين.
أظهرت تعليمات موليل الثمانية تأثر موليل الكبير بكتابات ماو تسي تونغ حول «حرب الشعب» كان على التمرد كويلو.
وكانت هذه هي النقاط الثمانية
- 1 . نحترم جميع الرجال، حتى السيئ منهم
- 2 . شراء السلع من القرويين وبكل صدق ودون سرقة.
- 3 . عودة الأشياء المقترضة في الوقت المناسب ودون عناء.
- 4 . دفع ثمن الأشياء التي كنت قد كسرت وبروح طيبة.
- 5 . لا تضر أو تؤذي الآخرين.
- 6 . لا تدمر أو تدوس على أرض شعب آخر.
- 7 . احترام المرأة.
- 8 . لا تسبب المعاناة لسجناء الحرب.

كانت هذه التعليمات والتكتيكات الأخرى التي انتهجها موليل في محاولة للتكيف مع الماوية كمدرسة ماركسية لينينية من الممارسة الصينية للظروف الأفريقية أكدت أيضا إلى اعتماد موليل على الفلاحين باعتبارهم الدعامة الأساسية لثورته الماوية.

## روابط خارجية
- بيري موليل على موقع مونزينجر (الألمانية)